# Asopinae
Die Asopinae sind eine Unterfamilie der Baumwanzen (Pentatomidae) aus der Teilordnung Pentatomomorpha.
Im Englischen werden die Wanzen als Predatory Stink Bugs („Räuberische Stinkwanzen“) oder als Soldier Bugs („Soldatenwanzen“) bezeichnet.

## Merkmale
Die Wanzen erreichen Größen zwischen 7 und 25 mm.
Die Vertreter der Asopinae zeichnen sich innerhalb der Familie der Baumwanzen durch ihre Rüssel (Rostrum) aus.
Deren basales Segment ist kurz, dick und frei beweglich. Lediglich die Basis befindet sich zwischen den Bucculae (die Schnabelrinne seitlich begrenzende Wangenplatten), welche sich unterhalb des Rüssels vereinigen. Die Rüssel sind mindestens doppelt so dick wie die Fühler. Andere Vertreter der Baumwanzen besitzen eine schlanke Basis des ersten Rüsselsegments, welches zwischen den Bucculae eingebettet ist. Die Bucculae besitzen bei diesen einen größeren Abstand und verlaufen parallel.

## Lebensweise
Die Vertreter der Asopinae ernähren sich räuberisch von Gliederfüßern.
Sie besitzen meist ein breites Beutespektrum, welches hauptsächlich langsam bewegende Insekten mit weichen Körpern umfasst. Dazu zählen Käferlarven, Schmetterlingsraupen, aber auch phytophage Baumwanzen der Unterfamilie der Pentatominae. Die Beutetiere werden mit dem Stechrüssel angebohrt und ausgesaugt. Die Nymphen im ersten Stadium ernähren sich noch pflanzlich, während sich die zweiten bis fünften Nymphenstadien räuberisch ernähren. Da viele Beutetiere als Agrarschädlinge betrachtet werden, gelten die Wanzen der Asopinae als Nützlinge und werden zum Teil im Rahmen des Integrierten Pflanzenschutzes eingesetzt.

## Taxonomie und Systematik
Es gibt keine allgemein anerkannte Unterteilung der Unterfamilie in Tribus.
Es sind 69 Gattungen bekannt. Weltweit kommen etwa 300 Arten vor. In Europa ist die Unterfamilie mit 13 Arten aus 10 Gattungen vertreten. In den Vereinigten Staaten kommen 35 Arten in 16 Gattungen vor.
Die Asopinae umfassen folgende Gattungen:
- Afrius Stål, 1870
- Alcaeorrhynchus Bergroth, 1891
- Amyotea Ellenrieder, 1862
- Anasida Karsch, 1892
- Andrallus Bergroth, 1906
- Apateticus Dallas, 1851
- Apoecilus Stål, 1870
- Arma Hahn, 1832
- Australojalla Thomas, 1994
- Blachia Walker, 1867
- Brontocoris Thomas, 1992
- Bulbostethus Ruckes, 1960
- Canthecona Amyot & Serville, 1843
- Cantheconidea Schouteden, 1907
- Cazira Amyot & Serville, 1843
- Cecyrina Walker, 1867
- Cermatulus Dallas, 1851
- Colpothyreus Stål, 1867
- Comperocoris Stål, 1867
- Conquistator Spinola, 1837
- Coryzorhaphis Schouteden, 1907
- Damarius Schouteden, 1907
- Dinorhynchus Jakovlev, 1876
- Discocera Laporte, 1833
- Dorycoris Mayr, 1864
- Ealda Walker, 1867
- Eocanthecona Bergroth, 1915
- Euthyrhynchus Dallas, 1851
- Friarius Schouteden, 1907
- Glypsus Dallas, 1851
- Hemallia Bergroth, 1908
- Heteroscelis Latreille, 1829
- Hoploxys Dallas, 1851
- Jalla Hahn, 1832
- Jalloides Schouteden, 1907
- Leptolobus Signoret, 1855
- Macrorhaphis Dallas, 1851
- Marmessulus Bergroth, 1891
- Martinina Schouteden, 1907
- Mecosoma Dallas, 1851
- Montrouzierellus Kirkaldy, 1908
- Oechalia Stål, 1862
- Oplomus Spinola, 1840
- Ornithosoma Kormilev, 1957
- Parajalla Distant, 1911
- Parealda Schouteden, 1907
- Perillus Stål, 1862
- Picromerus Amyot & Serville, 1843
- Pinthaeus Stål, 1867
- Planopsis Schouteden, 1907
- Platynopiellus Thomas, 1994
- Platynopus Amyot & Serville, 1843
- Podisus Herrich-Schaeffer, 1851
- Ponapea Ruckes, 1963
- Pseudanasida Schouteden, 1907
- Rhacognathus Fieber, 1860
- Stictonotion Kirkaldy, 1905
- Stilbotes Stål, 1871
- Stiretrus Laporte, 1833
- Supputius Distant, 1889
- Troilus Stål, 1867
- Tylospilus Stål, 1870
- Tynacantha Dallas, 1851
- Tyrannocoris Thomas, 1992
- Zicrona Amyot & Serville, 1843

## Arten in Europa
In Europa treten folgende Arten auf:
- Andrallus spinidens (Fabricius, 1787)
- Arma custos (Fabricius, 1794) – Waldwächter
- Arma insperata Horvath, 1899
- Jalla dumosa (Linnaeus, 1758) – Silberperlenwanze
- Perillus bioculatus (Fabricius, 1775)
- Picromerus bidens (Linnaeus, 1758) – Zweizähnige Dornwanze
- Picromerus brachypterus Ahmad & Onder, 1990
- Picromerus conformis (Herrich-Schäffer, 1841)
- Picromerus nigridens (Fabricius, 1803)
- Pinthaeus sanguinipes (Fabricius, 1781)
- Rhacognathus punctatus (Linnaeus, 1758)
- Troilus luridus (Fabricius, 1775) – Spitzbauchwanze
- Zicrona caerulea (Linnaeus, 1758) – Blaugrüne Baumwanze

## Weitere Arten
Eine Auswahl außereuropäischer Arten:
- Alcaeorrhynchus grandis (Dallas, 1851)
- Apateticus lineolatus (Herrich-Schaeffer, 1840)
- Apateticus marginiventris (Stål, 1870)
- Apoecilus bracteatus (Fitch, 1856)
- Apoecilus cynicus (Say, 1831)
- Apoecilus invarius (Walker, 1867)
- Cermatulus nasalis (Westwood, 1837)
- Conquistator mucronatus (Uhler, 1897)
- Eocanthecona furcellata (Wolff, 1811)
- Euthyrhynchus floridanus (Linnaeus, 1767)
- Macrorhaphis acuta Dallas, 1851
- Oechalia schellenbergii (Guérin-Méneville, 1831)
- Oplomus dichrous (Herrich-Schaeffer, 1838)
- Oplomus mundus Stål, 1862
- Perillus circumcinctus Stål, 1862
- Perillus confluens (Herrich-Schaeffer, 1839)
- Perillus exaptus (Say, 1825)
- Perillus splendidus (Uhler, 1861)
- Perillus strigipes (Herrich-Schaeffer, 1853)
- Podisus brevispinus Phillips, 1992
- Podisus maculiventris (Say, 1832)
- Podisus neglectus Westwood, 1837
- Podisus placidus Uhler, 1870
- Podisus sagitta (Fabricius, 1794)
- Podisus serieventris Uhler, 1871
- Rhacognathus americanus Stål, 1870
- Stiretrus anchorago (Fabricius, 1775)
- Tylospilus acutissimus (Stål, 1870)
- Zicrona americana Thomas, 1992